# 임언충
임언충(任彦忠, ? ~ ?)은 고려 말 조선 초의 문신이다. 원래 한족이었는데, 역관이었다가 이성계와 가까워져 그 막하에 들게 되었다. 판선공감사(判繕工監事)를 지냈고, 1392년 7월 17일에 조선 개국에 참여하여 개국 3등공신에 녹훈되었다.